# Ева Карнейро
Ева Карнейро е британска лекарка, специалистка по спортна медицина, от Гибралтар.
Най-известна е с това, че работи като лекар на първия тим на ФК „Челси“, към който се присъединява през 2009 г. и където остава до раздялата им при спорни обстоятелства през септември 2015 година.

## Биография
Родена е в Гибралтар в семейството на електротехника Антонио Карнейро от испански произход и съпругата му Лурд от английски произход. На 16-годишна възраст се вдъхновява да стане лекар по спортна медицина.
Получава образование в няколко елитни училища – учи медицина в Университета на Нотингам, 2 години в Австралийския колеж за спортни лекари в Мелбърн и завършва магистърска степен по спорт и упражнения в Лондонския университет „Куийн Мери“.
Последователно работи за тима на „Уест Хем Юнайтед“, за Отдела за обществено здраве, за Олимпийския медицински институт, за Националния женски футболен отбор на Англия и за тима на „Челси“.
След напускането на „Челси“ Карнейро започва работа в клиника в Гибралтар и е медицински консултант на националния отбор по футбол на Гибралтар.